# Campeonato Uruguaio de Futebol de 1970
O Campeonato Uruguaio de Futebol de 1970 foi a 39ª edição da era profissional do Campeonato Uruguaio. O campeão foi o Nacional.

## Classificação
| Pos | Equipe         | Pts | J  | V  | E  | D  | GP | GC | SG  |
| --- | -------------- | --- | -- | -- | -- | -- | -- | -- | --- |
| 1°  | Nacional       | 37  | 20 | 18 | 1  | 1  | 48 | 12 | 36  |
| 2°  | Peñarol        | 31  | 20 | 12 | 7  | 1  | 37 | 16 | 21  |
| 3°  | Huracán Buceo  | 23  | 20 | 6  | 11 | 3  | 14 | 9  | 5   |
| 4°  | Liverpool      | 22  | 20 | 8  | 6  | 6  | 20 | 15 | 5   |
| 5°  | Defensor       | 19  | 20 | 6  | 7  | 7  | 18 | 22 | -4  |
| 6°  | Cerro          | 19  | 20 | 5  | 9  | 6  | 17 | 21 | -4  |
| 7°  | Bella Vista    | 16  | 20 | 2  | 12 | 6  | 22 | 29 | -7  |
| 8°  | Sud América    | 14  | 20 | 3  | 9  | 8  | 14 | 26 | -12 |
| 9°  | Rampla Juniors | 14  | 20 | 3  | 8  | 9  | 11 | 26 | -15 |
| 10° | River Plate    | 13  | 20 | 4  | 5  | 11 | 16 | 24 | -8  |
| 11° | Racing         | 12  | 20 | 2  | 8  | 10 | 21 | 38 | -17 |

|  | Campeão e classificado à Libertadores de 1971. |
|  | Classificado à Libertadores de 1971.           |
|  | Rebaixado à Segunda Divisão.                   |

Promovidos para a próxima temporada: Danubio e Central.
| Campeonato Uruguaio de 1970   |
| ----------------------------- |
| Nacional Campeão (29º título) |